# São Paulo (staat)
São Paulo (IPA: [sɐ̃w ˈpawlu]; Nederlands: Sint-Paulus) is een van de 26 deelstaten van Brazilië. De hoofdstad is São Paulo. Sao Paulo heeft 21,9% van de Braziliaanse bevolking en is verantwoordelijk voor 33,9% van het BBP van het land.
De staat met de standaardafkorting SP heeft een oppervlakte van ca. 248.223 km² en ligt in de regio Zuidoost. São Paulo grenst aan de Atlantische Oceaan in het zuidoosten, Paraná in het zuidwesten, Mato Grosso do Sul in het westen, Minas Gerais in het noorden en noordoosten en Rio de Janeiro in het oosten.
Met zijn 45.094.866 inwoners (2017) is het met grote voorsprong de deelstaat met het grootste aantal inwoners van Brazilië. Minas Gerais, de op een na dichtstbevolkte deelstaat, heeft er zo'n 20 miljoen.
De staat werd gesticht onder de naam São Vicente naar het eiland waar de voormalige hoofdstad São Vicente en de havenstad Santos op liggen.

## Bestuurlijke indeling
De deelstaat São Paulo is ingedeeld in 15 mesoregio's, 63 microregio's en 645 gemeenten.

## Belangrijke steden
In orde van grootte:
| Stad                                            | Inwoners   |
| ----------------------------------------------- | ---------- |
| São Paulo                                       | 12.106.920 |
| Guarulhos                                       | 1.349.113  |
| Campinas                                        | 1.182.429  |
| São Bernardo do Campo                           | 827.437    |
| Santo André                                     | 715.231    |
| São José dos Campos                             | 703.219    |
| Osasco                                          | 697.886    |
| Ribeirão Preto                                  | 682.302    |
| Sorocaba                                        | 659.871    |
| Mauá                                            | 462.005    |
| São José do Rio Preto                           | 450.657    |
| Santos                                          | 434.742    |
| Mogi das Cruzes                                 | 433.901    |
| Diadema                                         | 417.869    |
| Jundiaí                                         | 409.497    |
| Piracicaba                                      | 397.322    |
| Carapicuíba                                     | 396.587    |
| Bauru                                           | 371.690    |
| Itaquaquecetuba                                 | 360.657    |
| São Vicente                                     | 360.380    |
| Bron: (pt) IBGE - Populatie volgens census 2017 |            |

## Economie

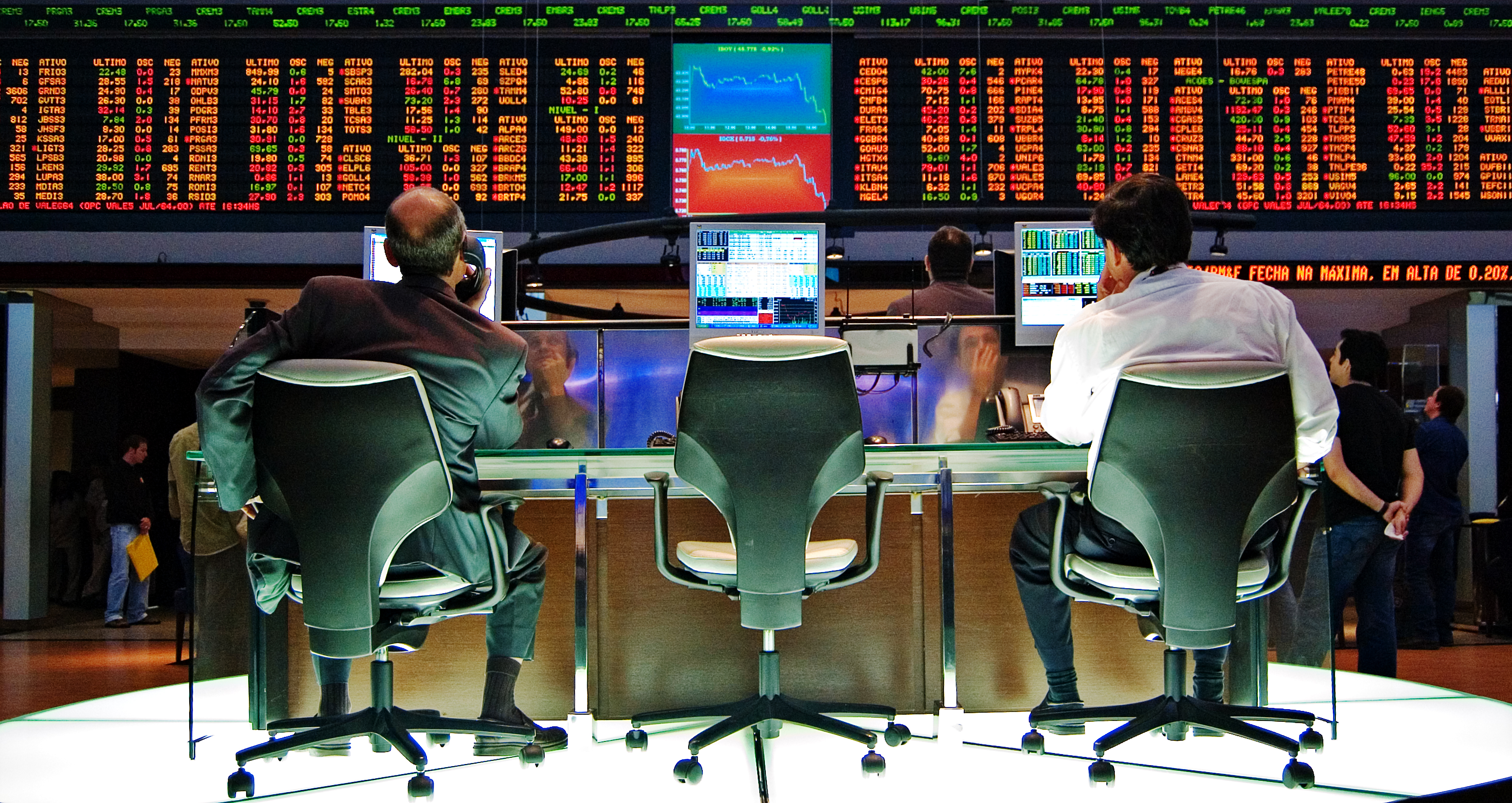
Beurs van São Paulo

In 2009 was de dienstensector de grootste component van bbp met 69%, gevolgd door de industriële sector met 31%. Landbouw vertegenwoordigt 2% van het bbp. De staat produceert 34% van de Braziliaanse goederen en diensten. São Paulo (staat) export: voertuigen 17%, vliegtuigen en helikopters 12%, voedingsindustrie 10%, suiker en alcoholbrandstof 8%, sinaasappelsap 5%, telecommunicatie 4% (2002).
De staat São Paulo is verantwoordelijk voor ongeveer een derde van het Braziliaanse bbp. Het BBP (PPP) van de staat bedraagt $ 1.221 biljoen dollar, waarmee het ook de grootste economie van Zuid-Amerika en een van de grootste economieën in Latijns-Amerika is, op de tweede plaats na Mexico. De economie is gebaseerd op machines, de auto- en luchtvaartindustrieën, diensten, financiële bedrijven, handel, textiel, sinaasappel, suikerriet en koffiebonenproductie.

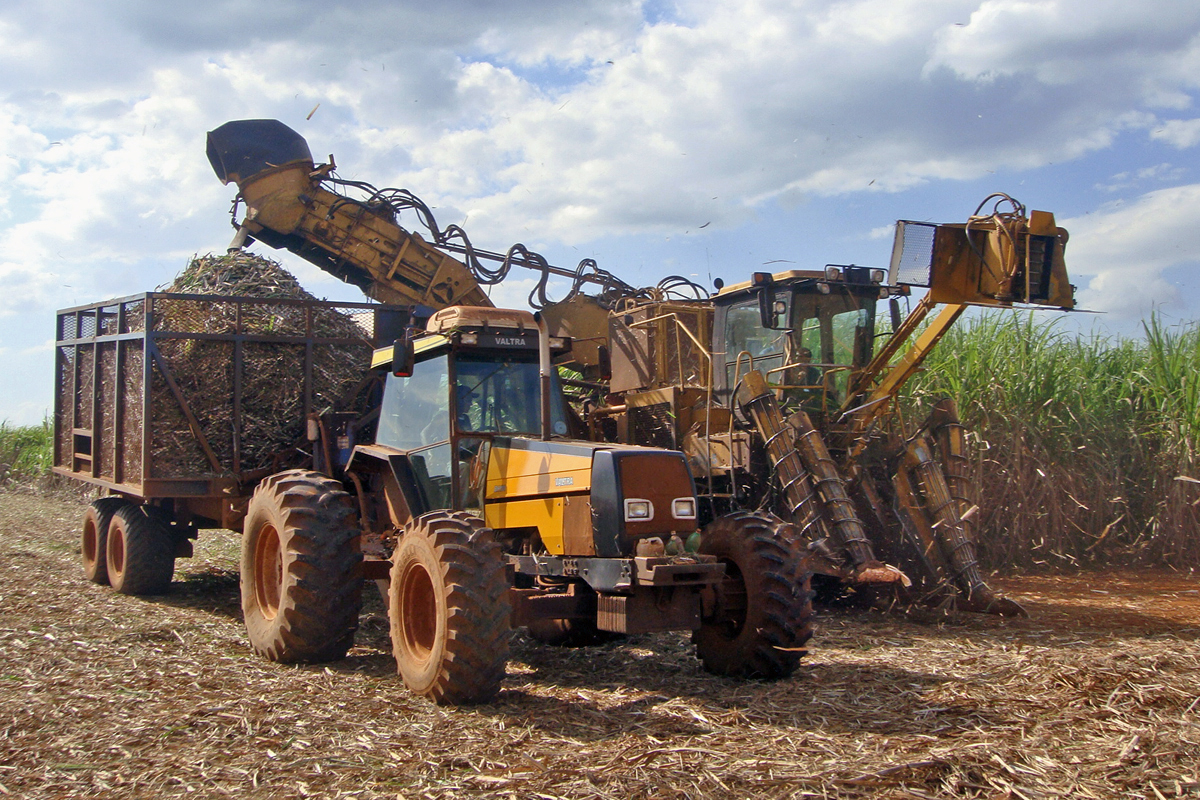
Oogstmachines in een veld met suikerriet in Piracicaba

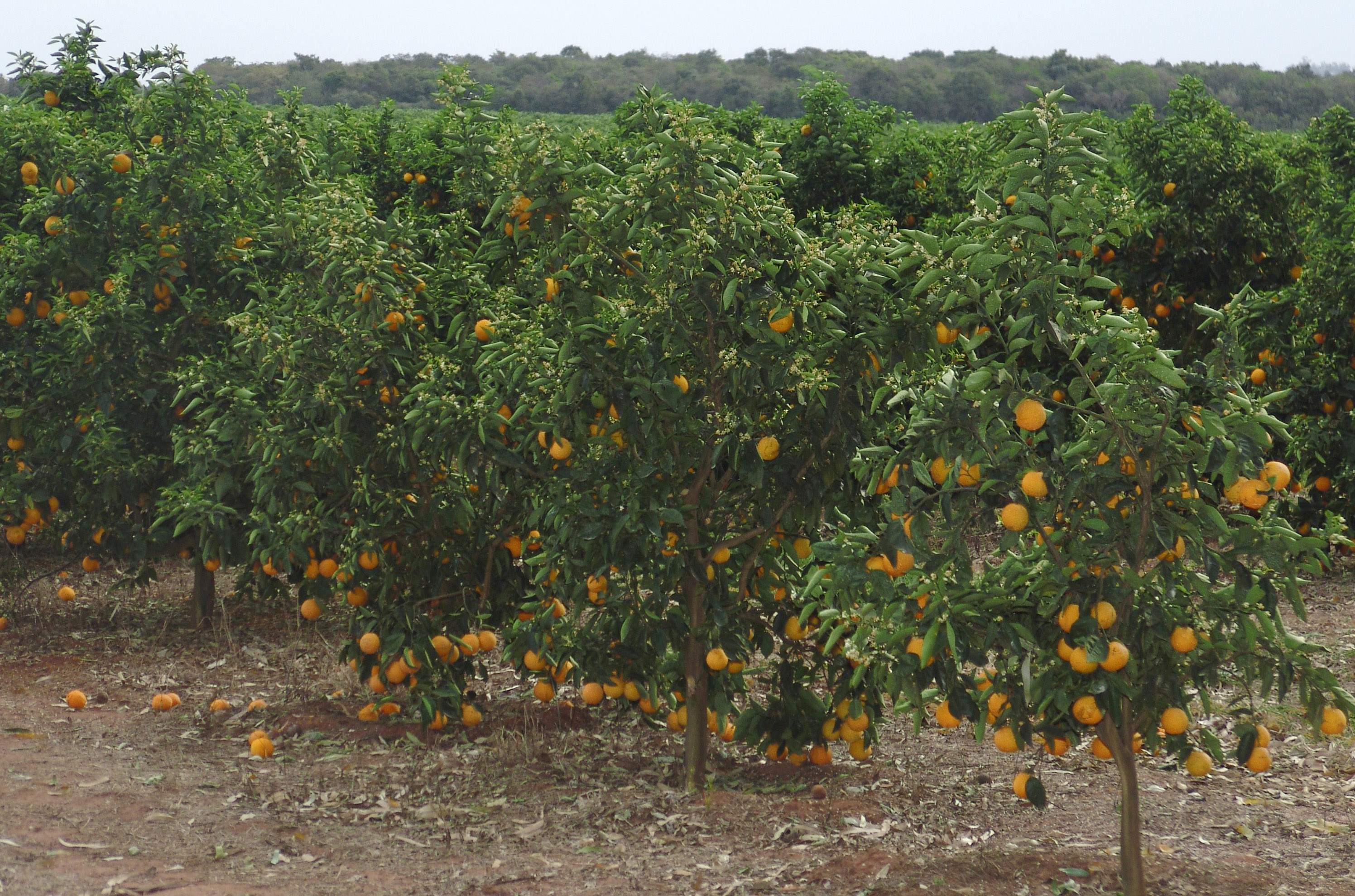
Oranje in Avaré

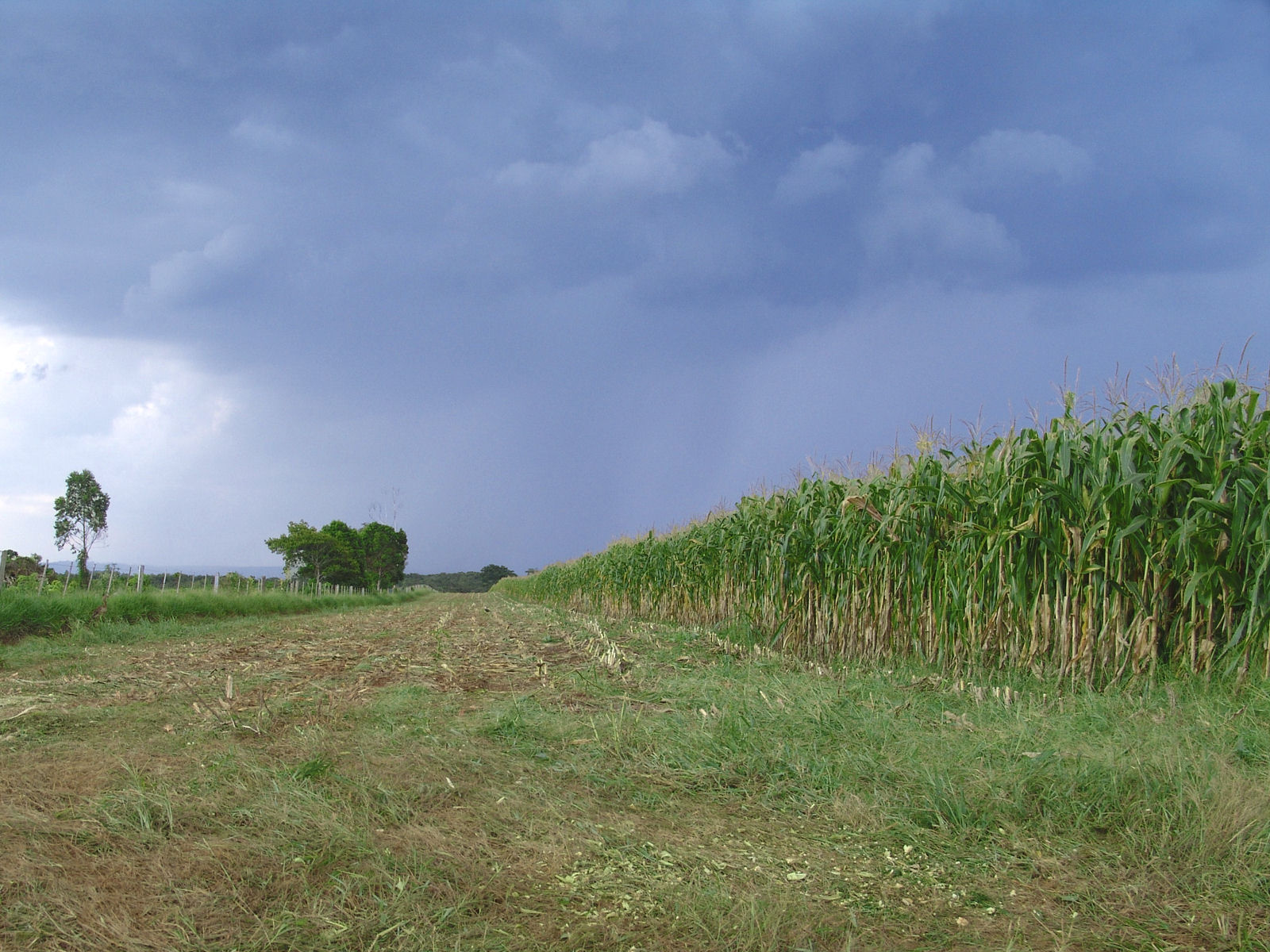
Maïs in Avaré

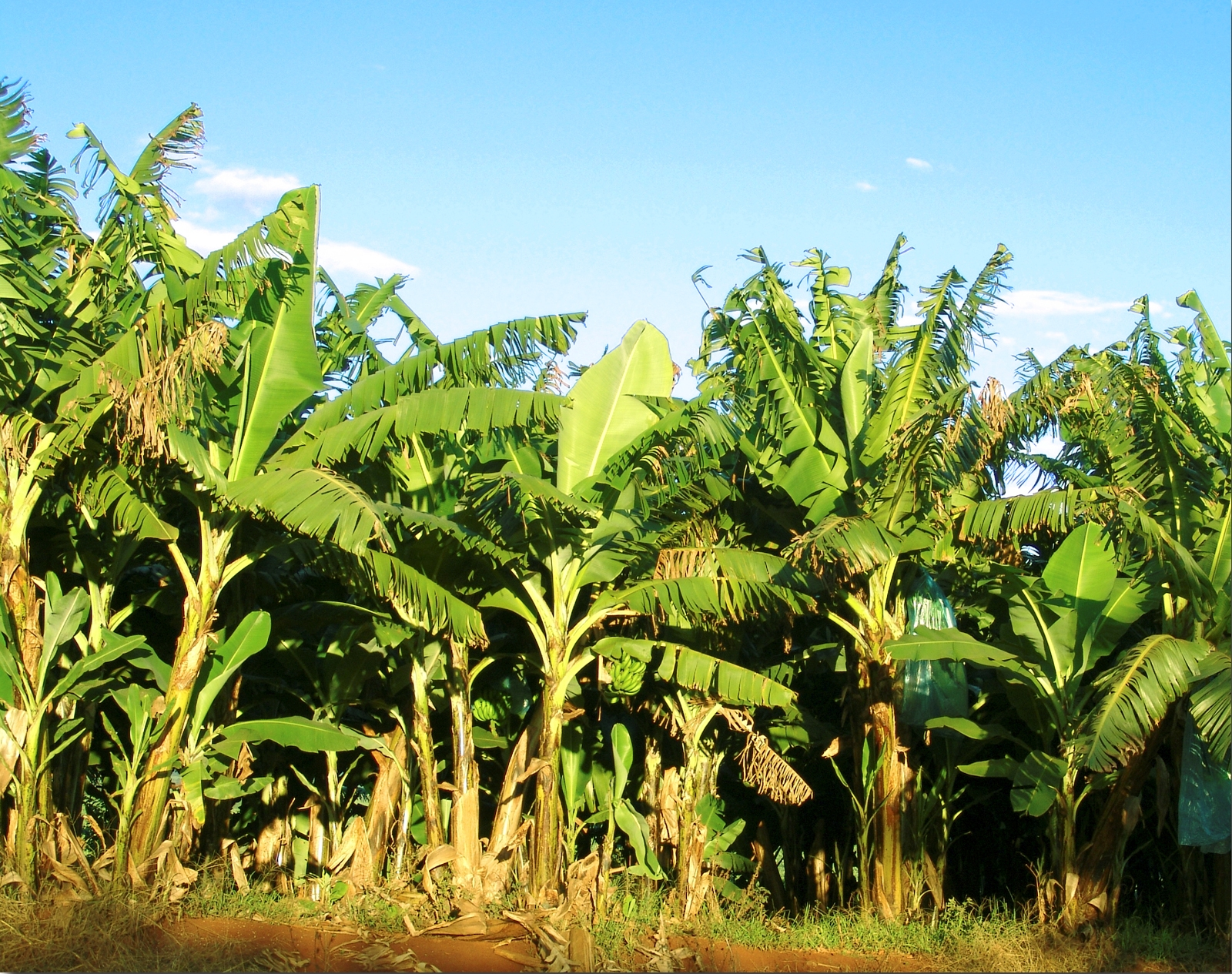
Banaan in Avaré

De steden Campinas, Ribeirão Preto, Bauru, São José do Rio Preto, Piracicaba, Jaú, Marilia, Botucatu, Assis en Ourinhos zijn belangrijke centra voor universiteiten, techniek, landbouw, dierentuintechniek, technologie of gezondheidswetenschappen. Het Instituto Butantan in São Paulo is een herpetologie serpentair wetenschapscentrum dat slangen en andere giftige dieren verzamelt, aangezien het gif tegengif produceert. De Instituto Pasteur produceert medische vaccins. De staat bevindt zich ook in de voorhoede van de productie van ethanol, de bouw van sojabonen, vliegtuigen in São José dos Campos, en zijn rivieren zijn belangrijk geweest bij het opwekken van elektriciteit via de waterkrachtcentrales.
Bovendien is São Paulo een van 's werelds belangrijkste bronnen van bonen, rijst, sinaasappel en andere fruit, koffie, suikerriet, alcohol, bloemen en groenten, maïs, vee, varkens, melk, kaas, wijn en olie producenten. Textiel en productiecentra zoals Rua José Paulino en 25 de Marco in de stad São Paulo is een magneet voor winkels in de detailhandel en verzending die klanten uit het hele land en zelfs tot Kaapverdië en Angola in Afrika.
In de landbouw is het een gigantische producent van suikerriet en sinaasappel, en heeft ook een grote productie van koffie, sojaboon, maïs, banaan, pinda, citroen, kaki, mandarijn, cassave, wortel, aardappel en aardbei.
In 2020 was São Paulo de grootste nationale producent van suikerriet, met 341,8 miljoen ton, verantwoordelijk voor 51,2% van de productie.
Over sinaasappel is São Paulo de belangrijkste producent van het land en verantwoordelijk voor 77,5% van het nationale totaal. In 2020 werd de productie geschat op 13,7 miljoen ton, of 334,6 miljoen dozen van 40,8 kg. Het meeste is bestemd voor de industrialisatie en export van sap.
In 2017 vertegenwoordigde São Paulo 9,8% van de totale nationale productie van koffie (derde plaats).
De staat São Paulo concentreert meer dan 90% van de nationale productie van pinda en Brazilië exporteert ongeveer 30% van de pinda's die het produceert.
São Paulo is ook de grootste nationale producent van banaan, met 1 miljoen ton in 2018. Het land produceerde dit jaar 6,7 miljoen ton. Brazilië was al de op één na grootste producent van het fruit ter wereld, momenteel derde en verloor alleen aan India en Ecuador.
De teelt van sojaboon daarentegen neemt toe, maar behoort niet tot de grootste nationale producenten van dit graan. In de oogst van 2018/2019 oogstte São Paulo 3 miljoen ton (Brazilië produceerde 120 miljoen ton).
São Paulo heeft ook een aanzienlijke productie van maïs. In 2019 produceerde het bijna 2 miljoen ton. Het is de zesde grootste producent van dit graan in Brazilië. De vraag van de staat wordt geschat op 9 miljoen ton voor diervoeder, waardoor de staat São Paulo maïs moet kopen van andere eenheden van de Federatie.
Bij de productie van cassave produceerde Brazilië in 2018 in totaal 17,6 miljoen ton. São Paulo was de derde grootste producent van het land met 1,1 miljoen ton.
In 2018 was São Paulo de grootste producent van mandarijn in Brazilië. Ongeveer kaki, São Paulo is de grootste producent van het land met 58%. Het zuidoosten is de grootste producent van citroen in het land, met 86% van het totaal verkregen in 2018. Alleen de staat São Paulo produceert 79% van het totaal.
In 2019 was er in Brazilië een totaal productiegebied van ongeveer 4 duizend hectare aardbei. São Paulo staat op de tweede plaats in Brazilië met 800 hectare, waarbij de productie geconcentreerd is in de gemeenten Piedade, Campinas, Jundiaí, Atibaia en nabijgelegen gemeenten.
Met betrekking tot wortel stond Brazilië in 2016 op de vijfde plaats op de wereldranglijst, met een jaarlijkse productie van ongeveer 760 duizend ton. Met betrekking tot de export van dit product bezet Brazilië de zevende wereldpositie. Minas Gerais en São Paulo zijn de 2 grootste producenten in Brazilië. In São Paulo zijn de producerende gemeenten Piedade, Ibiúna en Mogi das Cruzes. Wat betreft aardappel, de belangrijkste nationale producent is de staat Minas Gerais, met 32% van het totaal dat in het land wordt geproduceerd. In 2017 oogstte Minas Gerais ongeveer 1,3 miljoen ton van het product. São Paulo bezit 24% van de productie..

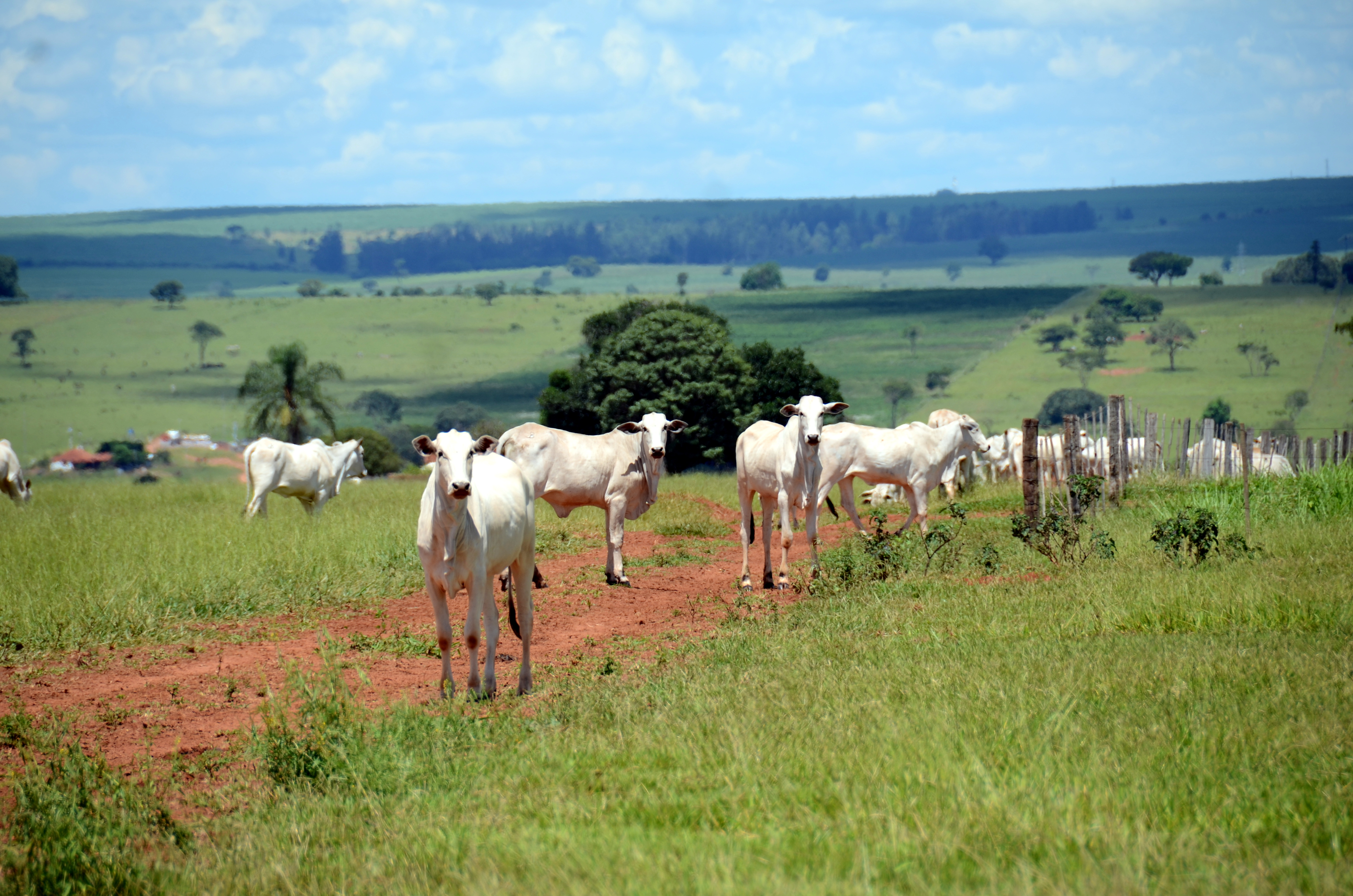
Vee in João Ramalho

Wat de rundveestapel betreft, had São Paulo in 2019 ongeveer 10,3 miljoen stuks runderen (6,1 miljoen voor rundvlees, 1 miljoen voor melkproductie, 3 miljoen voor beide). De productie van melk bedroeg dit jaar 1,78 miljard liter. Het aantal vogels dat eieren legde was 56,49 miljoen stuks. De productie van eieren bedroeg 1,34 miljard dozijn. De staat São Paulo is met 29,4% de grootste nationale producent. Bij de productie van pluimvee voor productie in São Paulo was er een productie van 690,96 miljoen stuks in 2019, wat overeenkomt met een bod van 1,57 miljoen ton kip. Het aantal varkens in de staat in 2019 is 929,62 duizend stuks. De productie bedroeg 1,46 miljoen stuks, of 126 duizend ton varkensvlees.
In 2018, als het om kippen gaat, was de regio op de eerste plaats het zuidoosten, met 38,9% van het totale hoofd van het land. Voor 2018 werden in totaal 246,9 miljoen kippen geschat. De staat São Paulo was verantwoordelijk voor 21,9%. De nationale productie van kippeneieren bedroeg 4,4 miljard dozijn in 2018. De regio Zuidoost was verantwoordelijk voor 43,8% van de totale productie. De staat São Paulo was de grootste nationale producent (25,6%). Het aantal kwartels was 16,8 miljoen vogels. Het zuidoosten is verantwoordelijk voor 64%, met aandacht voor São Paulo (24,6%).

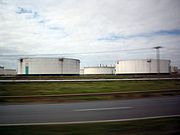
REPLAN, de grootste olieraffinaderij in Brazilië, in Paulínia

Wat betreft industrie, São Paulo had in 2017 een industrieel bbp van R $ 378,7 miljard, wat overeenkomt met 31,6% van de nationale industrie en had 2.859.258 werknemers in de industrie. De belangrijkste industriële sectoren zijn: bouw (18,7%), voeding (12,7%), chemische producten (8,4%), industriële diensten voor openbare diensten, zoals elektriciteit en water (7,9%), en motorvoertuigen (7,0%). Deze 5 sectoren concentreren 54,7% van de industrie van de staat.
In 2019 was Rio de Janeiro de grootste producent van aardolie en aardgas in Brazilië, met 71% van het totale geproduceerde volume. São Paulo staat op de tweede plaats, met een aandeel van 11,5% in de totale productie.

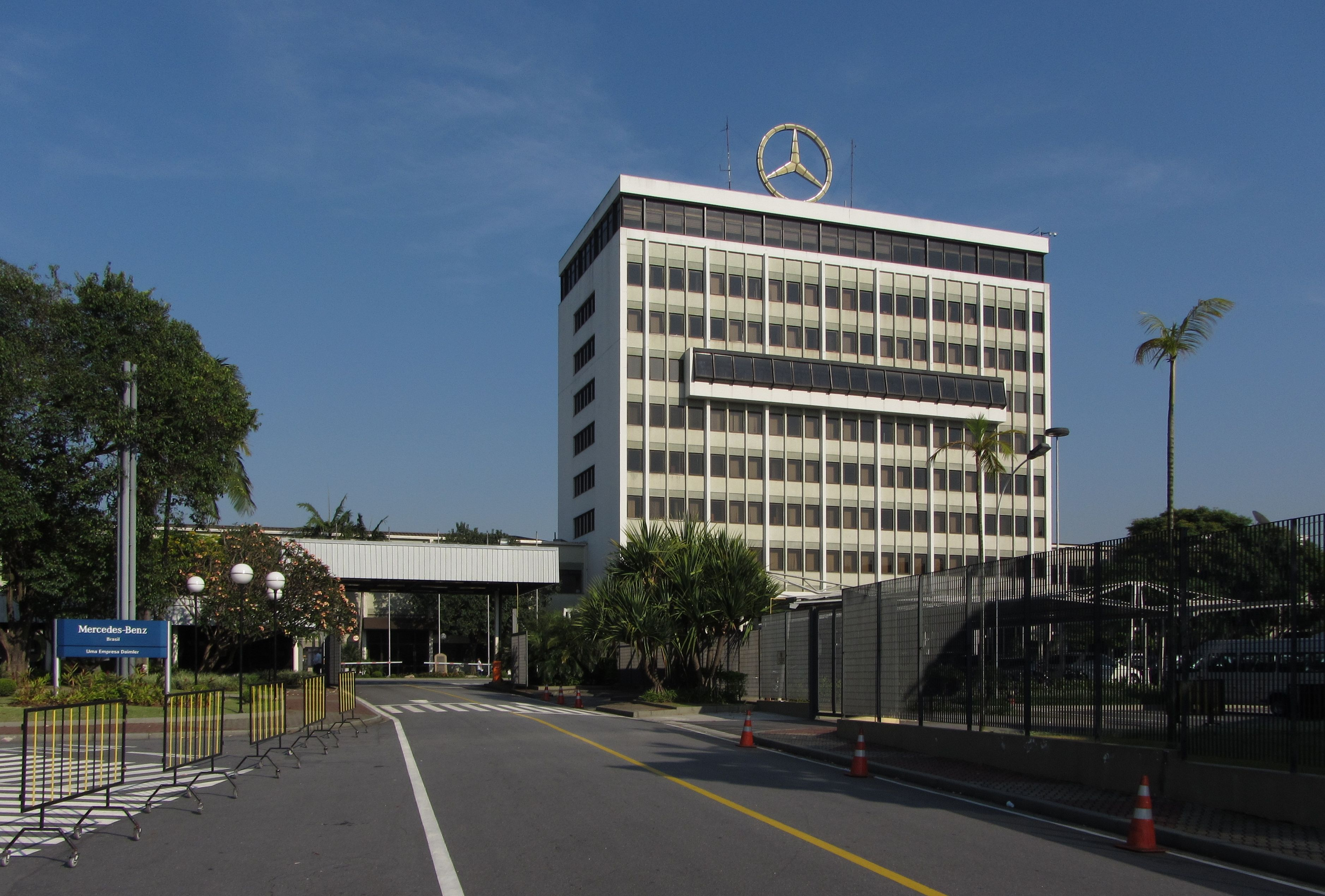
Hoofdkantoor van Mercedes-Benz Brazilië in São Bernardo do Campo

In Brazilië vertegenwoordigt de sector automobiel ongeveer 22% van het industriële bbp. ABC Paulista (de steden Santo André, São Bernardo do Campo en São Caetano) is het eerste centrum en grootste autocentrum in Brazilië. Toen de productie van het land praktisch beperkt was tot ABC, vertegenwoordigde de staat 74,8% van de Braziliaanse productie in 1990. In 2017 daalde deze index tot 46,6% en in 2019 tot 40,1% als gevolg van een fenomeen van internalisering van de voertuigproductie in Brazilië, gedreven door factoren zoals vakbonden, die de loon- en arbeidslasten buitensporig zwaar maakten, investeringen ontmoedigden en de zoektocht naar nieuwe steden bevorderden. De ontwikkeling van ABC-steden heeft ook bijgedragen aan het beteugelen van de aantrekkingskracht, vanwege stijgende vastgoedkosten en een hogere dichtheid van woonwijken. São Paulo heeft fabrieken van GM, Volkswagen, Ford, Honda, Toyota, Hyundai, Mercedes-Benz, Scania en Chery.
Bij de productie van tractoren waren in 2017 de belangrijkste fabrikanten in Brazilië John Deere, New Holland, Massey Ferguson, Valtra, Case IH en de Braziliaanse Agrale. Ze hebben allemaal fabrieken in het zuidoosten, eigenlijk in São Paulo.
In de staalindustrie bedroeg de Braziliaanse ruwstaalproductie 32,2 miljoen ton in 2019. Minas Gerais vertegenwoordigde 32,3% van het geproduceerde volume in de periode, met 10.408 miljoen ton. De andere grootste staalcentra in Brazilië in 2019 waren: Rio de Janeiro (8.531 miljoen ton), Espírito Santo (6.478 miljoen ton) en São Paulo (2.272 miljoen ton). Sommige staalfabrikanten in São Paulo zijn COSIPA (eigendom van Usiminas), Aços Villares en Gerdau, die fabrieken hebben in Mogi das Cruzes en Pindamonhangaba, die speciaal staal produceren, en Araçariguama, dat lang staal produceert voor civiele constructies.

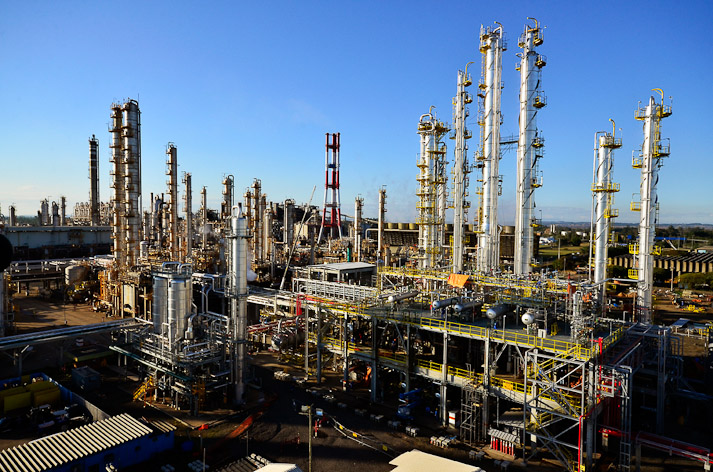
Braskem industriële fabriek

In 2011 had Brazilië de zesde grootste chemische industrie ter wereld, met een netto-omzet van 157 miljard dollar, of 3,1% van de wereldomzet. Op dat moment waren er 973 chemische fabrieken voor industrieel gebruik. Ze zijn geconcentreerd in de regio Zuidoost, voornamelijk in São Paulo. De chemische industrie droeg in 2012 2,7% bij aan het Braziliaanse bbp en werd gevestigd als de vierde grootste sector in de maakindustrie. Ondanks het registreren van een van de grootste verkopen in de sector ter wereld, kende de Braziliaanse chemische industrie in 2012 en 2013 een sterke verplaatsing van de productie naar het buitenland, met een daling van de nationale industriële productie en een toename van de invoer. Een derde van het verbruik in het land werd geleverd door invoer. Tussen 1990 en 2012 werden 448 producten niet meer geproduceerd in Brazilië. Dit leidde tot de onderbreking van 1.710 productielijnen. In 1990 bedroeg het aandeel van geïmporteerde producten in de Braziliaanse consumptie nog maar 7%, in 2012 was dat 30%. De belangrijkste bedrijven in de sector in Brazilië zijn: Braskem, BASF, Bayer, onder anderen. In 2018 was de Braziliaanse chemische sector de achtste ter wereld, goed voor 10% van het nationale industriële bbp en 2,5% van het totale bbp. In 2020 beslaat de import 43% van de interne vraag naar chemische producten. Sinds 2008 ligt het gemiddelde capaciteitsgebruik in de Braziliaanse chemische industrie op een als laag beschouwd niveau, variërend van 70 tot 83%.

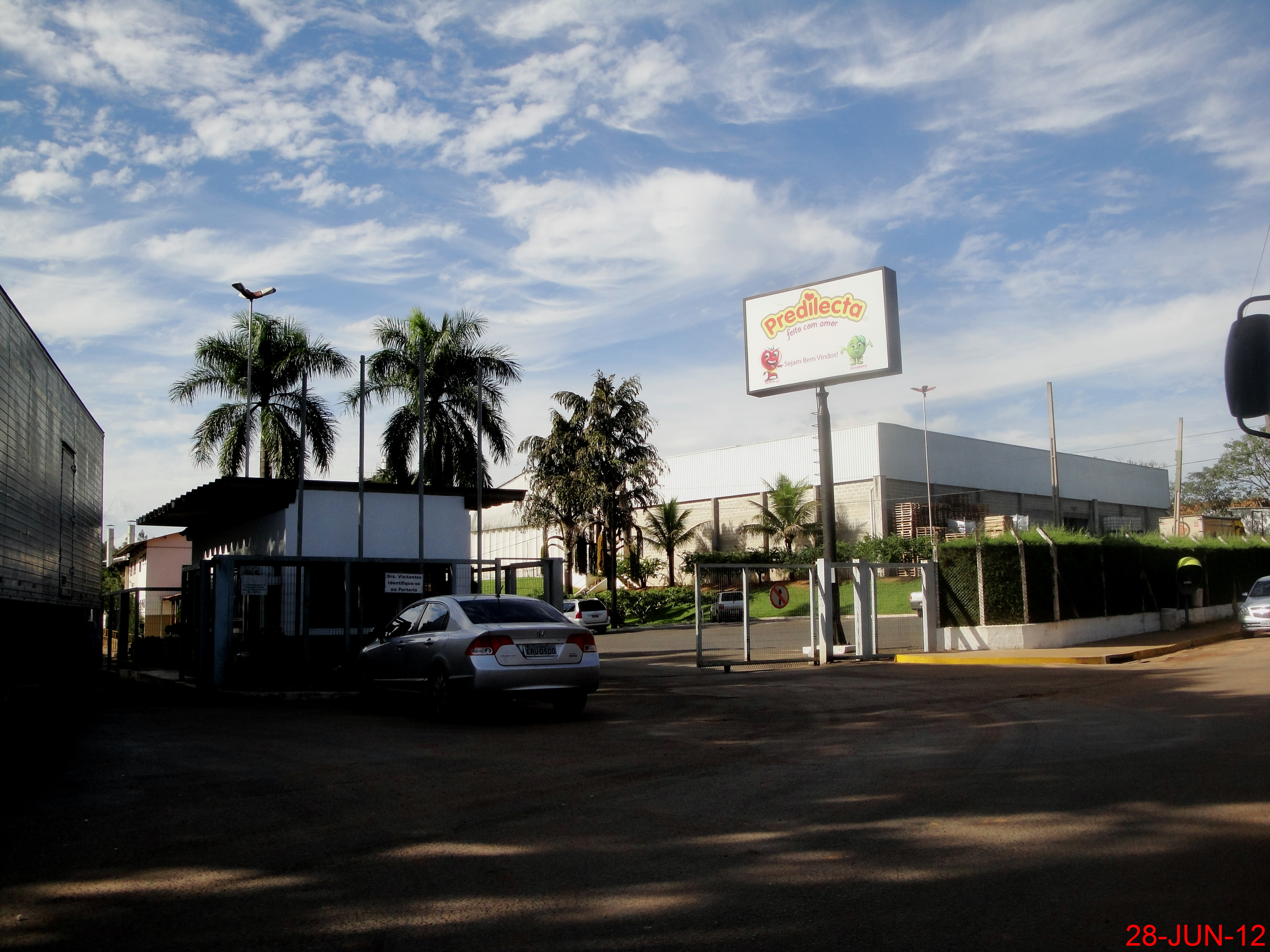
Predilecta-fabriek in Matão

In voedingsindustrie was Brazilië in 2019 de op een na grootste exporteur van bewerkte voedingsmiddelen ter wereld, met een exportwaarde van U $ 34,1 miljard. Het inkomen van de Braziliaanse voedings- en drankenindustrie in 2019 was R $ 699,9 miljard, 9,7% van het bruto binnenlands product van het land. In 2015 telde de voedingsmiddelen- en drankenindustrie in Brazilië 34.800 bedrijven (exclusief bakkerijen), waarvan de overgrote meerderheid klein was. Bij deze bedrijven werkten meer dan 1.600.000 werknemers, waardoor de voedingsmiddelen- en drankenindustrie de grootste werkgever in de maakindustrie is. Er zijn ongeveer 570 grote bedrijven in Brazilië, die een groot deel van de totale inkomsten uit de industrie samenbrengen. São Paulo heeft bedrijven opgericht zoals: Yoki, Vigor, Minerva Foods, Bauducco, Santa Helena, Marilan, Ceratti, Fugini, Chocolates Pan, Embaré, onder anderen.

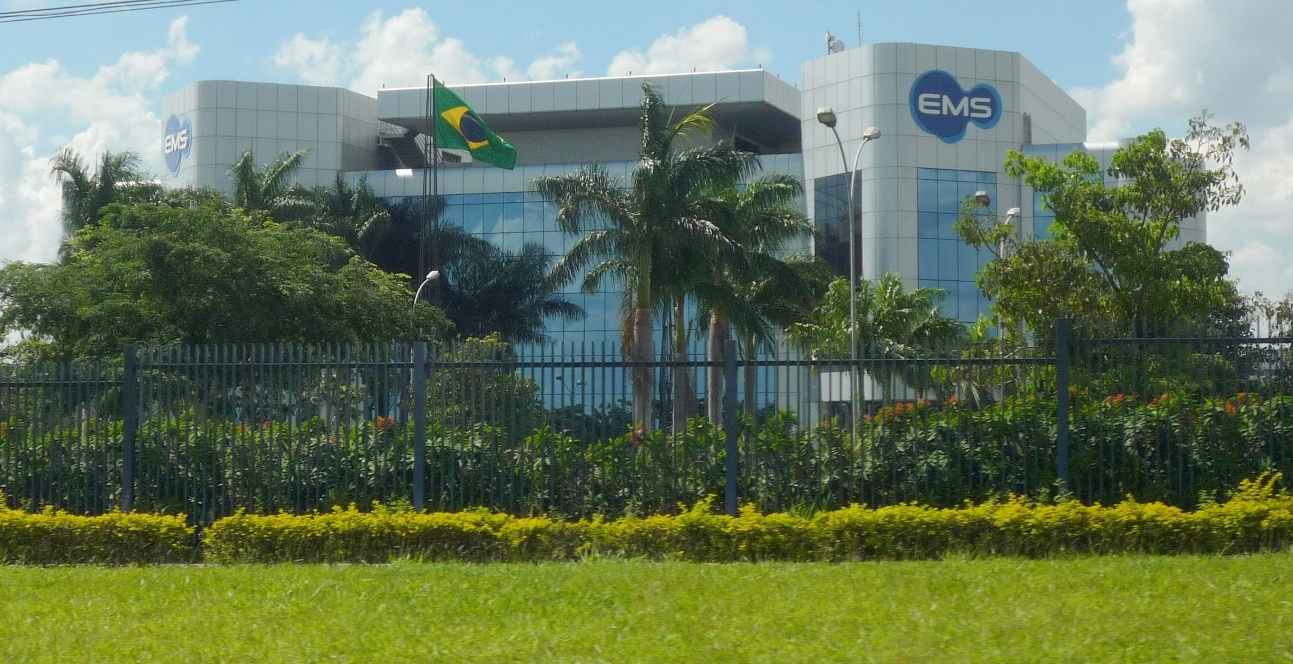
EMS hoofdkantoor in Hortolândia

In de Farmaceutische industrie zijn de meeste bedrijven in Brazilië al lange tijd gevestigd in São Paulo en Rio de Janeiro. In 2019 was de situatie dat, vanwege de belastingvoordelen die werden geboden in staten als Pernambuco, Goiás en Minas Gerais, bedrijven RJ en SP verlieten en naar deze staten gingen. In 2017 werd Brazilië beschouwd als de zesde grootste farmaceutische markt ter wereld. De verkoop van geneesmiddelen in apotheken bedroeg in het land ongeveer R $ 57 miljard (US $ 17,79 miljard). De farmaceutische markt in Brazilië telde 241 geregulariseerde en geautoriseerde laboratoria voor de verkoop van medicijnen. Hiervan heeft de meerderheid (60%) het nationale kapitaal. Multinationale ondernemingen hadden ongeveer 52,44% van de markt in handen, met 34,75% in gecommercialiseerde verpakkingen. Braziliaanse laboratoria vertegenwoordigen 47,56% van de markt in verkoop en 65,25% in verkochte dozen. Bij de verdeling van de verkoop van medicijnen per staat stond São Paulo op de eerste plaats: de farmaceutische industrie van São Paulo had een omzet van R $ 53,3 miljard, 76,8% van de totale verkoop in het hele land. De bedrijven die in 2015 het meest profiteerden van de verkoop van medicijnen in het land waren EMS, Hypermarcas (NeoQuímica), Sanofi (Medley), Novartis, Aché, Eurofarma, Takeda, Bayer, Pfizer en GSK.

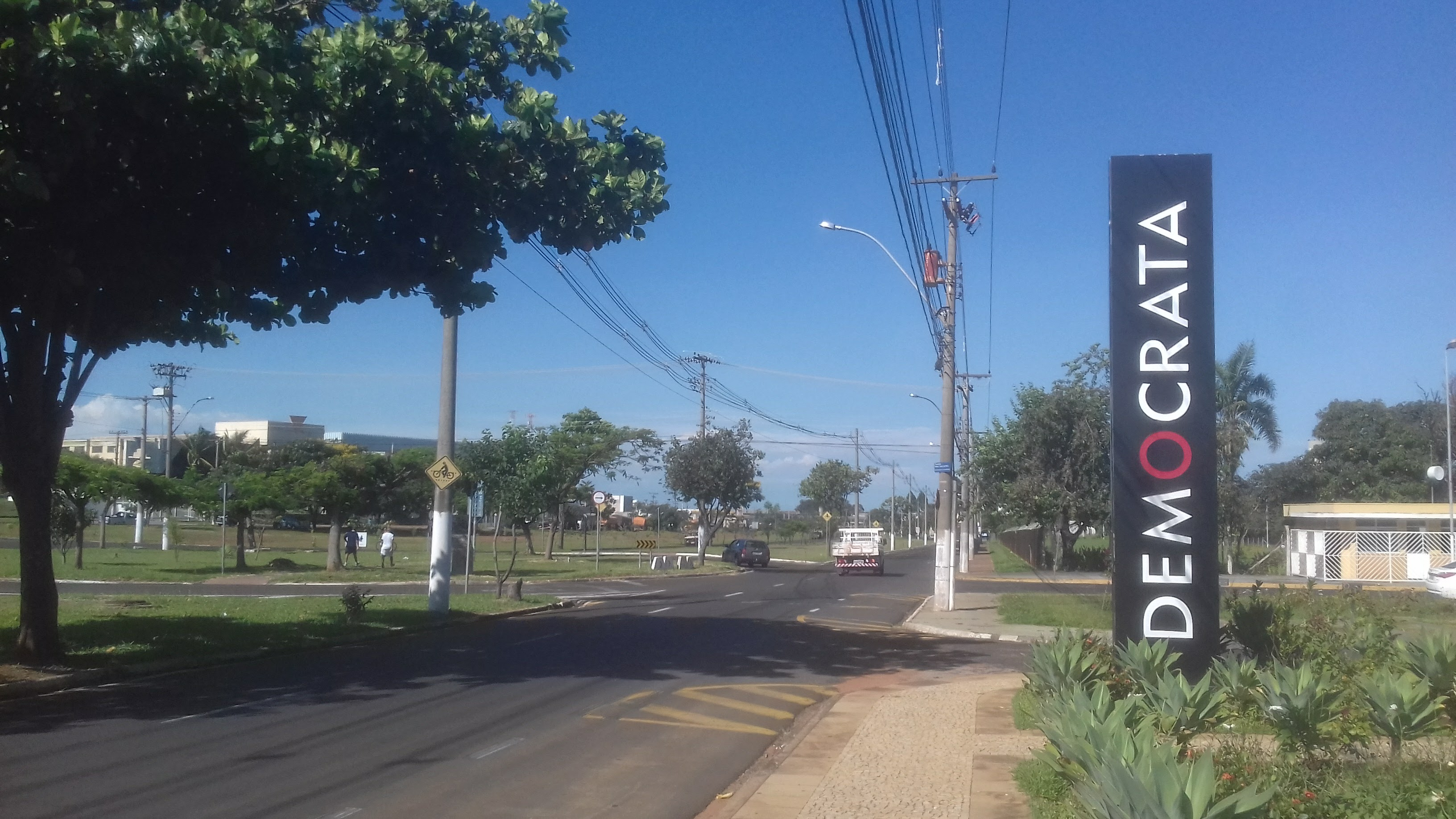
Portiek van de Democrata herenschoenenfabriek in Franca

In de schoenenindustrie produceerde Brazilië in 2019 972 miljoen paar. De export bedroeg ongeveer 10% en bereikte bijna 125 miljoen paar. Brazilië staat op de vierde plaats van de wereldproducenten, na China, India en Vietnam, en op de elfde plaats van de grootste exporteurs. Van de geproduceerde paren was 49% gemaakt van plastic of rubber, 28,8% was gemaakt van synthetisch laminaat en slechts 17,7% was gemaakt van leer. De grootste polo van Brazilië bevindt zich in Rio Grande do Sul, maar São Paulo heeft belangrijke schoenencentra, zoals die in de stad Franca, gespecialiseerd in herenschoenen, in de stad Jaú, gespecialiseerd in damesschoenen en in de stad Birigui gespecialiseerd in kinderschoenen. Jaú, Franca en Birigui vertegenwoordigen 92% van de schoenenproductie in de staat São Paulo. Birigui heeft 350 bedrijven, die ongeveer 13 duizend banen genereren en 45,9 miljoen paar per jaar produceren. 52% van de kinderschoenen in het land wordt in deze stad geproduceerd. Uit Birigui kwamen de meeste van de beroemdste kinderschoenenfabrieken van het land. Jaú heeft 150 fabrieken die ongeveer 130 duizend paar goedkope damesschoenen per dag produceren. De schoenensector in Franca telt ongeveer 550 bedrijven en heeft ongeveer 20.000 werknemers in dienst. De meeste van de beroemdste herenschoenenfabrieken van het land komen uit São Paulo. Over het algemeen worstelt de Braziliaanse industrie echter om te concurreren met Chinees schoeisel, dat een onverslaanbare prijs heeft vanwege het verschil in belastinginning van het ene land naar het andere, naast het ontbreken van sterke Braziliaanse belastingen op arbeid in China en The Brazilianen. zakenman heeft moeten investeren in producten met toegevoegde waarde, waarbij kwaliteit en design worden gecombineerd, om te kunnen overleven.
In de textielindustrie heeft Brazilië, ondanks het feit dat het in 2013 een van de 5 grootste producenten ter wereld was en representatief is voor de consumptie van textiel en kleding, zeer weinig inbreng in de wereldhandel. In 2015 stond de Braziliaanse invoer op de 25e plaats (US $ 5,5 miljard). En in de export stond het slechts 40e op de wereldranglijst. Het aandeel van Brazilië in de wereldhandel in textiel en kleding is slechts 0,3%, omdat het moeilijk is om qua prijs te concurreren met producenten uit India en voornamelijk uit China. De brutowaarde van de productie, inclusief het verbruik van halffabrikaten en diensten, van de Braziliaanse textielindustrie kwam overeen met bijna R $ 40 miljard in 2015, 1,6% van de brutowaarde van de industriële productie in Brazilië. São Paulo (37,4%) is de grootste producent. De belangrijkste productiegebieden van São Paulo zijn de Metropoolregio São Paulo en Campinas.

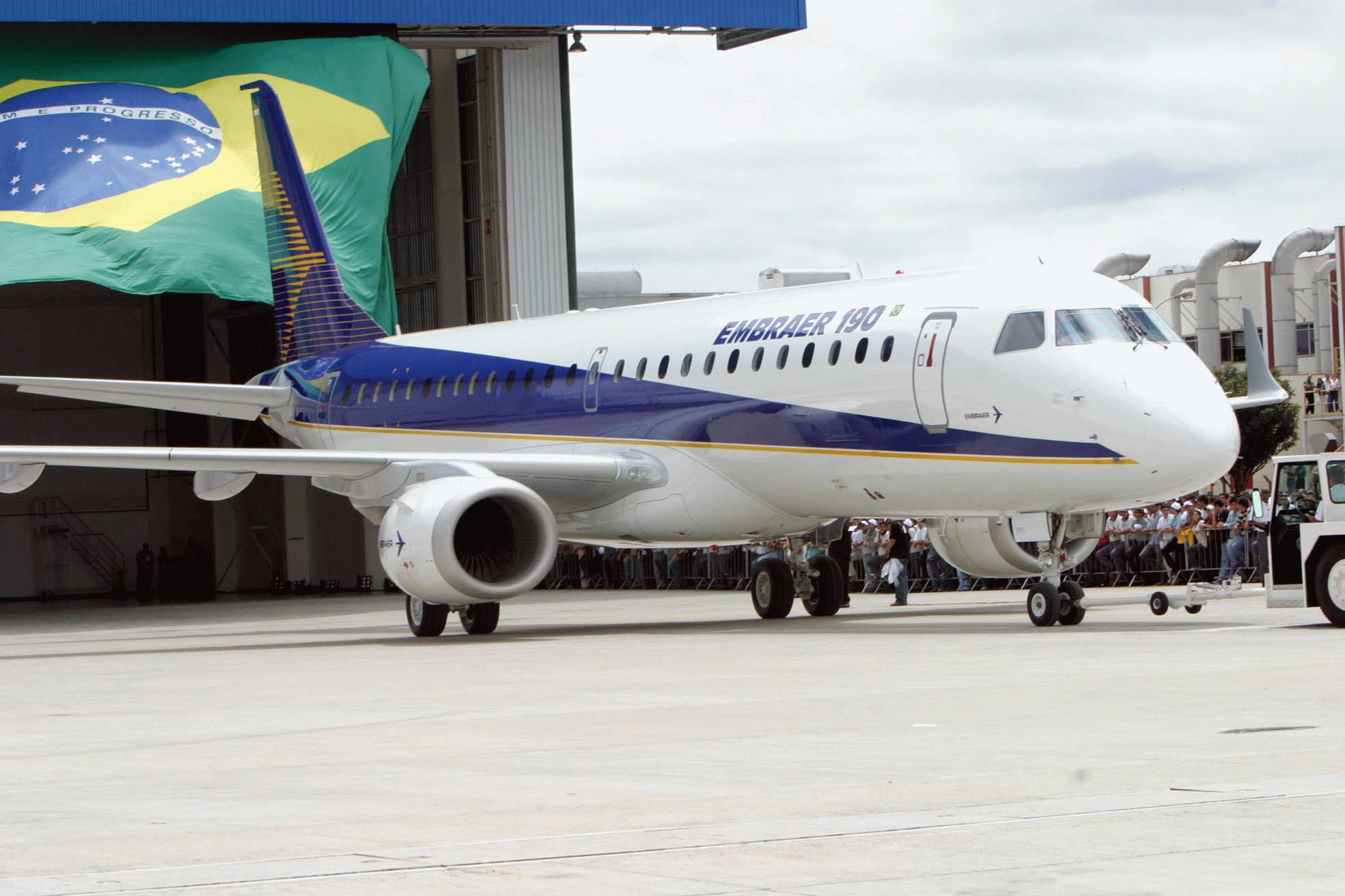
Embraer 190, ontwikkeld door Embraer in São José dos Campos.

In Elektronica-industrie bedroeg de facturering van bedrijfstakken in Brazilië in 2019 R $ 153,0 miljard, ongeveer 3% van het nationale bbp. Het aantal werknemers in de sector bedroeg 234,5 duizend mensen. De export bedroeg $ 5,6 miljard en de import van het land $ 32,0 miljard. Brazilië moet dit niveau nog bereiken, ondanks tientallen jarenlange inspanningen om zich te ontdoen van de afhankelijkheid van geïmporteerde technologie. De invoer is geconcentreerd op dure componenten zoals processors, microcontrollers, geheugens, magnetische schijven, lasers, LED's en LCD's die hieronder zijn gemonteerd. De kabels voor telecommunicatie en elektriciteitsdistributie, kabels, optische vezels en connectoren worden in het land vervaardigd. Brazilië heeft twee grote centra voor de productie van elektronische producten, gelegen in het grootstedelijk gebied van Campinas, in de staat São Paulo en in de vrijhandelszone van Manaus, in de staat Amazonas. Er zijn grote, internationaal gerenommeerde technologiebedrijven en een deel van de industrieën die deelnemen aan de toeleveringsketen. Het land heeft ook andere kleinere centra, zoals de gemeenten São José dos Campos en São Carlos, in de staat São Paulo. In Campinas zijn er industriële eenheden van groepen zoals General Electric, Samsung, HP en Foxconn, een fabrikant van Apple en Dell producten. São José dos Campos, richt zich op de luchtvaartindustrie. Hier bevindt zich het hoofdkantoor van Embraer, een Braziliaans bedrijf dat na Boeing en Airbus de derde grootste vliegtuigfabrikant ter wereld is. Bij de productie van mobiele telefoons en andere elektronische producten produceert Samsung in Campinas; LG produceert in Taubaté; Flextronics, dat Motorola mobiele telefoons produceert, produceert in Jaguariúna; en Semp-TCL produceert in Cajamar.

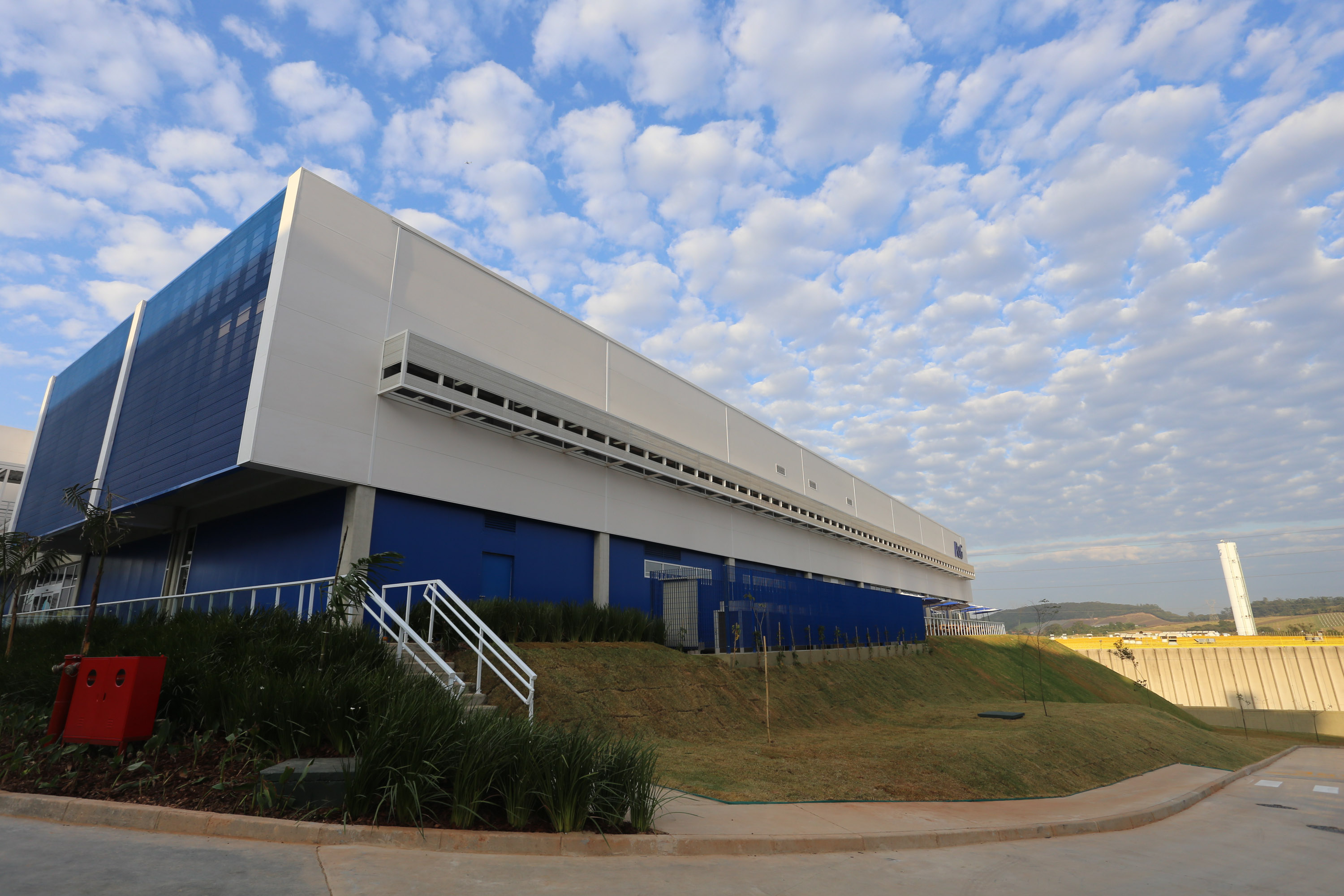
Procter & Gamble-fabriek in Louveira

In de bedrijfstak huishoudelijke apparaten werd in 2017 12,9 miljoen verkocht. De sector had in 2012 een piek in verkopen, met 18,9 miljoen stuks. De merken die het meest verkochten waren Brastemp, Electrolux, Consul en Philips. Brastemp komt oorspronkelijk uit São Bernardo do Campo. São Paulo was ook de plaats waar Metalfrio werd opgericht.
Verschillende beroemde multinationals hebben fabrieken in São Paulo, zoals Coca-Cola, Nestlé, PepsiCo, AmBev, Procter & Gamble en Unilever.

## Galerij

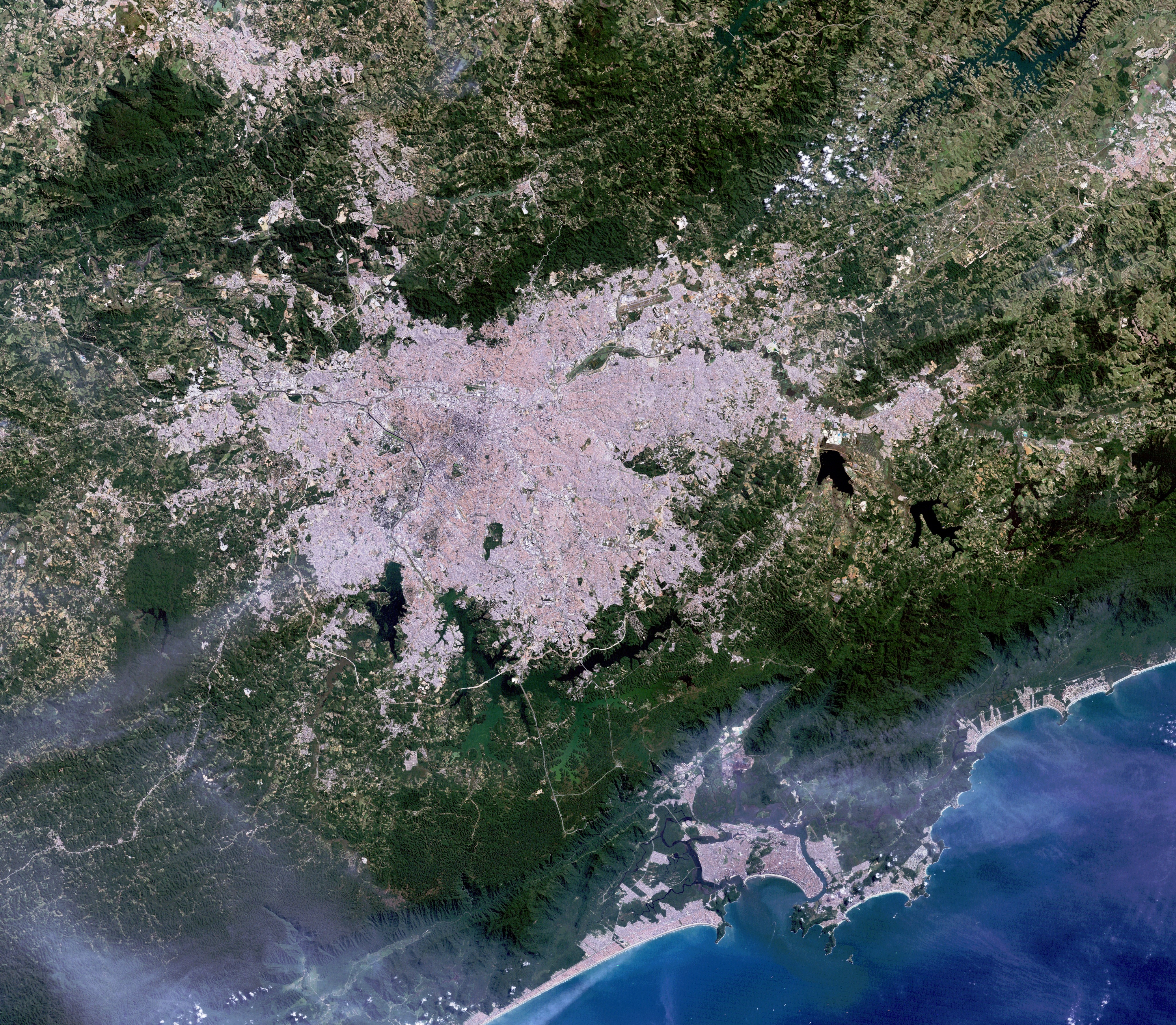
Satellietafbeelding van São Paulo
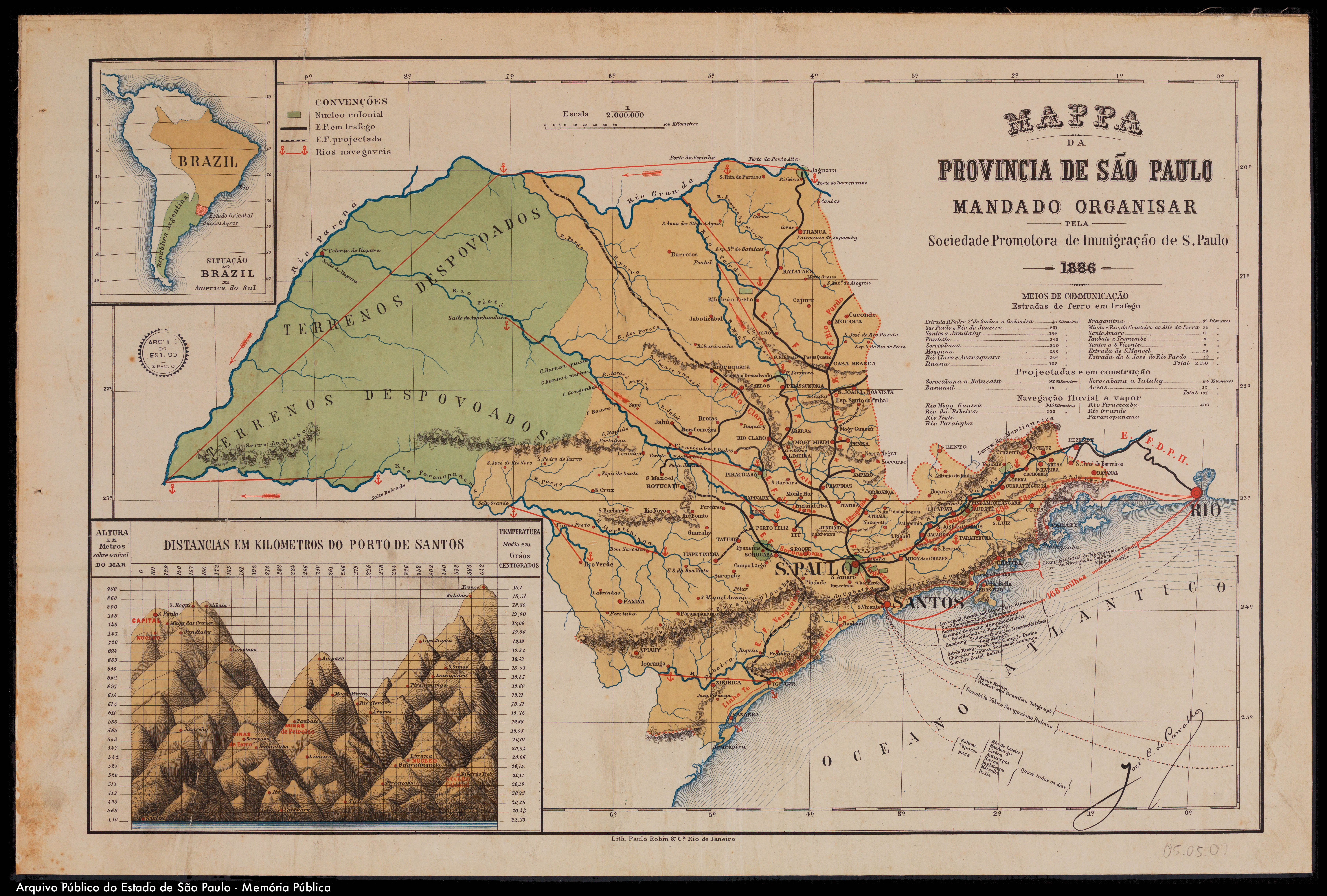
Historische kaart van São Paulo
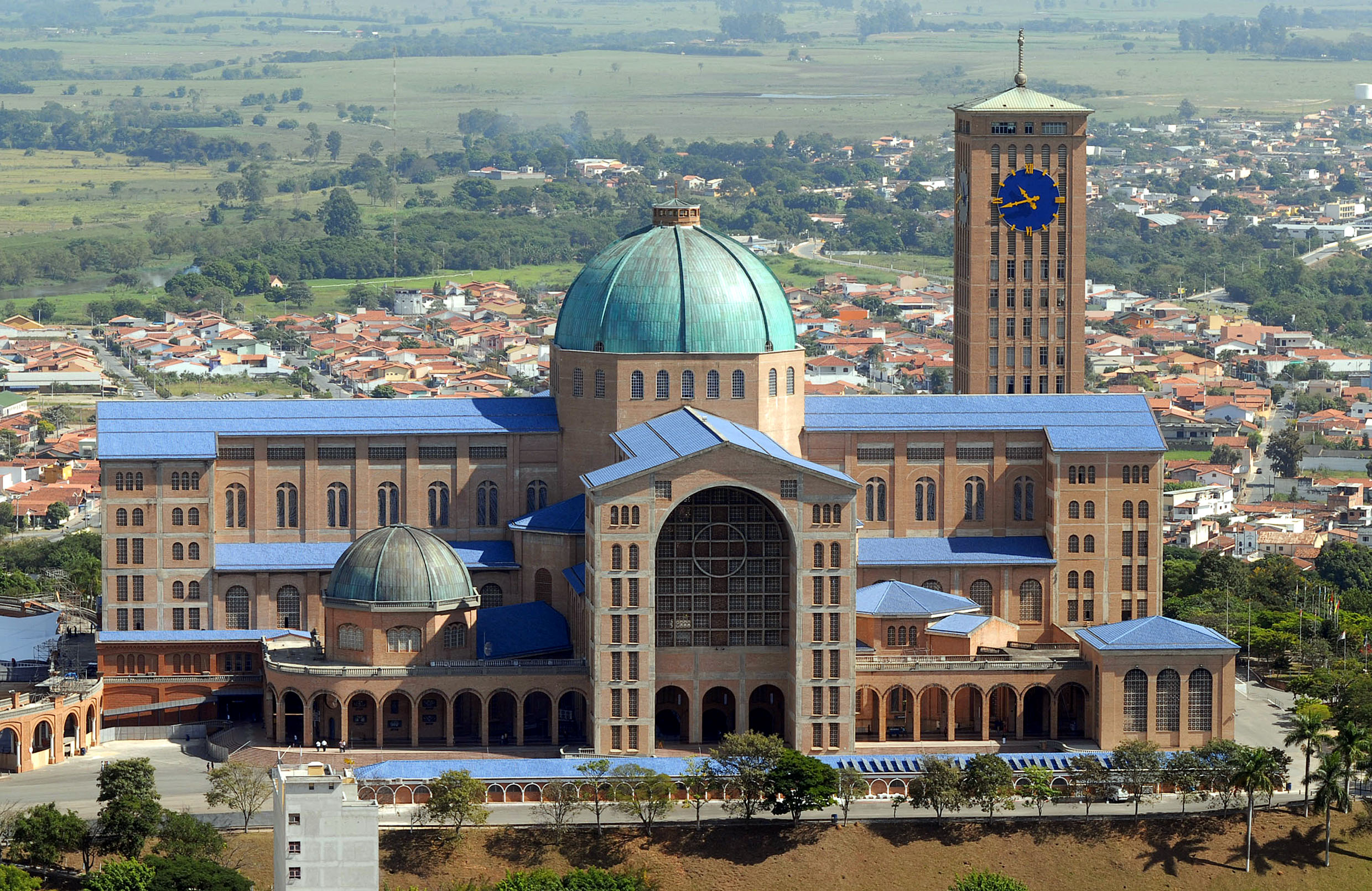
Basiliek Onze-Lieve-Vrouw van Aparecida
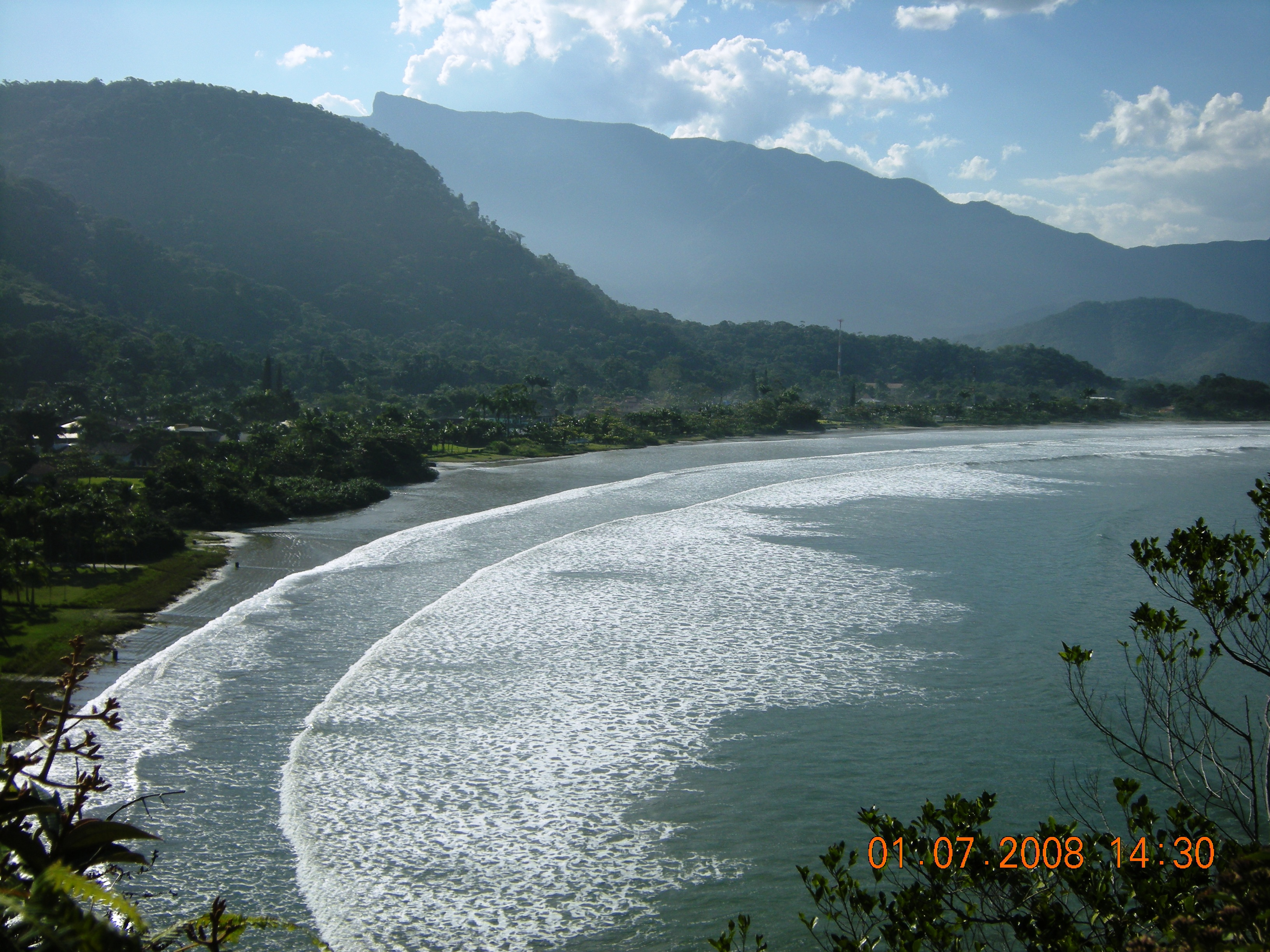
Kustlijn